# Obwodnica miejska Lublina
Obwodnica miejska Lublina – jedna z trzech koncentrycznie położonych obwodnic miasta Lublin. W całości jest dwujezdniowa. Oddana została do użytku w czerwcu 2019 r. wraz z otwarciem ul. Wyścigowej.
Obwodnica ma na celu wyprowadzenie ruchu ciężarowego z centrum miasta i ułatwienie transportu między dzielnicami. Trasa ma niecałe 20 km długości.

## Przebieg
Obwodnica przebiega przez dzielnice Dziesiąta, Kośminek, Bronowice, Tatary, Kalinowszczyzna, częściowo Ponikwoda, Czechów Południowy, Sławinek, Konstantynów, Czuby, fragment dzielnicy Za Cukrownią oraz Wrotków.
Ulice, zaczynając od skrzyżowania z ul. Kunickiego: ul. Dywizjonu 303, ul. Krańcowa, al. Witosa, al. Tysiąclecia, ul. Grafa, al. Andersa, al. Smorawińskiego, al. Solidarności, al. Mazowieckiego, ul. Bohaterów Monte Cassino, ul. Armii Krajowej, ul. Jana Pawła II, ul. Krochmalna, ul. Diamentowa, ul. Wrotkowska oraz ul. Wyścigowa.

## Etapy budowy
W okresie PRL oddano do użytku m.in. w latach 70. ul. Krańcową, Trasę W-Z, ul. Jana Pawła II nazywaną ul. Przełom, w latach 80. al. Andersa nazywaną wówczas wraz z al. Smorawińskiego alejami Włodzimierza Ilicza Lenina. 
W 2011 r. zbudowano ul. Dywizjonu 303, będącą przedłużeniem ul. Krańcowej do ul. W. Kunickiego.
W 2014 r. przedłużono al. Solidarności do drogi ekspresowej S17.
W 2018 zbudowano al. Mazowieckiego i Rondo 100-lecia KUL.
Ostatni odcinek obwodnicy, ul. Wyścigową łączącą ul. Dywizjonu 303 z ul. Wrotkowską oddano do użytku w czerwcu 2019 r.